# Aldo Poy
Aldo Pedro Poy (ur. 14 września 1945 w Rosario) – argentyński piłkarz, grający podczas kariery na pozycji napastnika.

## Kariera klubowa
Aldo Poy przez całą piłkarską karierę występował w klubie Rosario Central. Z Rosario dwukrotnie zdobył mistrzostwo Argentyny: Nacional 1971 i Nacional 1973. Ogółem w latach 1965–1974 w lidze argentyńskiej rozegrał 290 meczów, w których strzelił 61 bramek.
| Sezon | Klub            | Kraj      | Rozgrywki        | Mecze | Bramki |
| ----- | --------------- | --------- | ---------------- | ----- | ------ |
| 1965  | Rosario Central | Argentyna | Primera División | 10    | 0      |
| 1966  | Rosario Central | Argentyna | Primera División | 24    | 2      |
| 1967  | Rosario Central | Argentyna | Primera División | 31    | 10     |
| 1968  | Rosario Central | Argentyna | Primera División | 25    | 3      |
| 1969  | Rosario Central | Argentyna | Primera División | 28    | 1      |
| 1970  | Rosario Central | Argentyna | Primera División | 19    | 12     |
| 1971  | Rosario Central | Argentyna | Primera División | 45    | 10     |
| 1972  | Rosario Central | Argentyna | Primera División | 39    | 9      |
| 1973  | Rosario Central | Argentyna | Primera División | 39    | 7      |
| 1974  | Rosario Central | Argentyna | Primera División | 32    | 7      |

## Kariera reprezentacyjna
W reprezentacji Argentyny Poy zadebiutował w 23 września 1973 w wygranym 1-0 meczu eliminacji mistrzostw świata 1974 z Boliwią. W 1974 został powołany na mistrzostwa świata. Na mundialu w RFN Poy był rezerwowym i nie wystąpił w żadnym meczu. Ogółem w barwach albicelestes wystąpił w 2 meczach.